# 61. Międzynarodowy Festiwal Filmowy w Cannes
61. Międzynarodowy Festiwal Filmowy w Cannes odbył się w dniach 14−25 maja 2008 roku. Imprezę otworzył pokaz kanadyjskiego filmu Miasto ślepców w reżyserii Fernando Meirellesa. W konkursie głównym zaprezentowane zostały 22 filmy pochodzące z 14 różnych krajów.
Jury pod przewodnictwem amerykańskiego aktora Seana Penna przyznało nagrodę główną festiwalu, Złotą Palmę, francuskiemu filmowi Klasa w reżyserii Laurenta Canteta. Drugą nagrodę w konkursie głównym, Grand Prix, przyznano włoskiemu filmowi Gomorra w reżyserii Matteo Garrone.
Oficjalny plakat promocyjny festiwalu przedstawiał zdjęcie modelki Anouk Marguerite w okularach 3D autorstwa Pierre'a Colliera. Galę otwarcia i zamknięcia festiwalu prowadził francuski aktor Édouard Baer.

## Członkowie jury

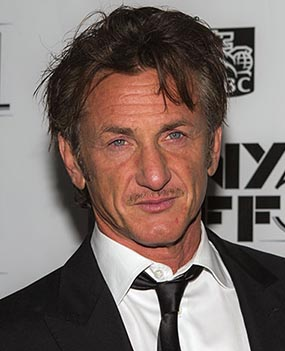
Przewodniczący jury konkursu głównego Sean Penn.

### Konkurs główny
- Sean Penn, amerykański aktor − przewodniczący jury[3]
- Jeanne Balibar, francuska aktorka
- Rachid Bouchareb, algierski reżyser
- Sergio Castellitto, włoski aktor
- Alfonso Cuarón, meksykański reżyser
- Alexandra Maria Lara, niemiecka aktorka
- Natalie Portman, amerykańska aktorka
- Marjane Satrapi, irańska autorka komiksów i reżyserka
- Apichatpong Weerasethakul, tajski reżyser

### Sekcja "Un Certain Regard"
- Fatih Akın, niemiecki reżyser − przewodniczący jury
- Anupama Chopra, indyjska krytyczka filmowa
- Jekaterina Mcituridze, rosyjska krytyczka filmowa
- Yasser Moheb, egipski krytyk filmowy
- Chema Prado, dyrektor Filmoteki Hiszpańskiej

### Cinéfondation i filmy krótkometrażowe
- Hou Hsiao-hsien, tajwański reżyser − przewodniczący jury
- Olivier Assayas, francuski reżyser
- Susanne Bier, duńska reżyserka
- Marina Hands, francuska aktorka
- Laurence Kardish, kurator działu filmowego nowojorskiego Museum of Modern Art

### Złota Kamera – debiuty reżyserskie
- Bruno Dumont, francuski reżyser − przewodniczący jury
- Isabelle Danel, francuska krytyczka filmowa
- Jean-Michel Frodon, francuski krytyk filmowy
- Monique Koudrine, przedstawicielka Fédération des Industries Techniques
- Willy Kurant, belgijski operator filmowy
- Jean-Henri Roger, francuski reżyser

## Selekcja oficjalna

### Otwarcie i zamknięcie festiwalu
|             | Tytuł          | Reżyseria          | Kraj produkcji    |
| ----------- | -------------- | ------------------ | ----------------- |
| Otwierający | Miasto ślepców | Fernando Meirelles | Kanada            |
| Zamykający  | Co jest grane? | Barry Levinson     | Stany Zjednoczone |

### Konkurs główny
Następujące filmy zostały wyselekcjonowane do udziału w konkursie głównym o Złotą Palmę:
| Tytuł polski                  | Tytuł oryginalny                         | Reżyseria                      | Kraj produkcji    |
| ----------------------------- | ---------------------------------------- | ------------------------------ | ----------------- |
| Adoracja                      | Adoration                                | Atom Egoyan                    | Kanada            |
| Miasto ślepców                | Blindness                                | Fernando Meirelles             | Kanada            |
| Oszukana                      | Changeling                               | Clint Eastwood                 | Stany Zjednoczone |
| Che. Rewolucja i Che. Boliwia | Che: Part One & Che: Part Two            | Steven Soderbergh              | Stany Zjednoczone |
| Świąteczne opowieści          | Un conte de Noël                         | Arnaud Desplechin              | Francja           |
| Delta                         | Delta                                    | Kornél Mundruczó               | Węgry             |
| Boski                         | Il divo                                  | Paolo Sorrentino               | Włochy            |
| Klasa                         | Entre les murs                           | Laurent Cantet                 | Francja           |
| 24 City                       | 二十四城记/二十四城記 Er shi si cheng ji | Jia Zhangke                    | Chiny             |
| Granica świtu                 | La frontière de l'aube                   | Philippe Garrel                | Francja           |
| Gomorra                       | Gomorra                                  | Matteo Garrone                 | Włochy            |
| Lwica                         | Leonera                                  | Pablo Trapero                  | Argentyna         |
| Linha de Passe                | Linha de Passe                           | Walter Salles i Daniela Thomas | Brazylia          |
| Kobieta bez głowy             | La mujer sin cabeza                      | Lucrecia Martel                | Argentyna         |
| Mój czarodziej                | My Magic                                 | Eric Khoo                      | Singapur          |
| Spotkanie w Palermo           | Palermo Shooting                         | Wim Wenders                    | Niemcy            |
| Serwis                        | Serbis                                   | Brillante Mendoza              | Filipiny          |
| Milczenie Lorny               | Le silence de Lorna                      | Jean-Pierre i Luc Dardenne     | Belgia            |
| Synekdocha, Nowy Jork         | Synecdoche, New York                     | Charlie Kaufman                | Stany Zjednoczone |
| Trzy małpy                    | Üç Maymun                                | Nuri Bilge Ceylan              | Turcja            |
| Kochankowie                   | Two Lovers                               | James Gray                     | Stany Zjednoczone |
| Walc z Baszirem               | ואלס עם באשיר Vals Im Bashir             | Ari Folman                     | Izrael            |

### Sekcja "Un Certain Regard"
Następujące filmy zostały wyświetlone na festiwalu w ramach sekcji "Un Certain Regard":
| Tytuł polski              | Tytuł oryginalny                                   | Reżyseria                                | Kraj produkcji    |
| ------------------------- | -------------------------------------------------- | ---------------------------------------- | ----------------- |
| Afterschool               | Afterschool                                        | Antonio Campos                           | Stany Zjednoczone |
| Los bastardos             | Los bastardos                                      | Amat Escalante                           | Meksyk            |
| Mimowolnie                | De ofrivilliga                                     | Ruben Östlund                            | Szwecja           |
| Święto martwej dziewczyny | A Festa da Menina Morta                            | Matheus Nachtergaele                     | Brazylia          |
| Głód                      | Hunger                                             | Steve McQueen                            | Wielka Brytania   |
| Chcę zobaczyć             | Je veux voir                                       | Joana Hadjithomas i Khalil Joreige       | Liban             |
| Wściekły Pies             | Johnny Mad Dog                                     | Jean-Stéphane Sauvaire                   | Liberia           |
| Sól tej ziemi             | ملح هذا البحر Milh Hadha al-Bahr                   | Annemarie Jacir                          | Palestyna         |
| O' Horten                 | O' Horten                                          | Bent Hamer                               | Norwegia          |
| Współczesne życie         | Profils paysans: La vie moderne                    | Raymond Depardon                         | Francja           |
| Soi Cowboy                | Soi Cowboy                                         | Thomas Clay                              | Tajlandia         |
| Parking                   | 停車 Ting che                                      | Chung Mong-Hong                          | Tajwan            |
| Tokyo!                    | Tokyo!                                             | Michel Gondry, Leos Carax i Bong Joon-ho | Francja           |
| Tokijska sonata           | トウキョウソナタ Tokyo Sonata                      | Kiyoshi Kurosawa                         | Japonia           |
| Tulpan                    | Тюльпан Tulpan                                     | Siergiej Dworcewoj                       | Kazachstan        |
| Tyson                     | Tyson                                              | James Toback                             | Stany Zjednoczone |
| Wersal                    | Versailles                                         | Pierre Schoeller                         | Francja           |
| Wendy i Lucy              | Wendy and Lucy                                     | Kelly Reichardt                          | Stany Zjednoczone |
| W siódmym niebie          | Wolke 9                                            | Andreas Dresen                           | Niemcy            |
| Płomień oceanu            | 一半海水，一半火燄 Yi ban hai shui, yi ban huo yan | Liu Fendou                               | Hongkong          |

### Pokazy pozakonkursowe
Następujące filmy zostały wyświetlone na festiwalu w ramach pokazów pozakonkursowych:
| Tytuł polski                                   | Tytuł oryginalny                                             | Reżyseria                     | Kraj produkcji    |
| ---------------------------------------------- | ------------------------------------------------------------ | ----------------------------- | ----------------- |
| W pogoni                                       | 추격자 Chugyeogja                                            | Na Hong-jin                   | Korea Południowa  |
| Indiana Jones i Królestwo Kryształowej Czaszki | Indiana Jones and the Kingdom of the Crystal Skull           | Steven Spielberg              | Stany Zjednoczone |
| Dobry, zły i zakręcony                         | 좋은 놈, 나쁜 놈, 이상한 놈 Joheunnom nabbeunnom isanghannom | Kim Jee-woon                  | Korea Południowa  |
| Kung Fu Panda                                  | Kung Fu Panda                                                | Mark Osborne i John Stevenson | Stany Zjednoczone |
| Maradona według Kusturicy                      | Maradona by Kusturica                                        | Emir Kusturica                | Serbia            |
| Dochodzenie                                    | Surveillance                                                 | Jennifer Lynch                | Stany Zjednoczone |
| Vicky Cristina Barcelona                       | Vicky Cristina Barcelona                                     | Woody Allen                   | Stany Zjednoczone |
| Co jest grane?                                 | What Just Happened                                           | Barry Levinson                | Stany Zjednoczone |

### Pokazy specjalne
Następujące filmy zostały wyświetlone na festiwalu w ramach pokazów specjalnych:
| Tytuł polski                       | Tytuł oryginalny                   | Reżyseria             | Kraj produkcji    |
| ---------------------------------- | ---------------------------------- | --------------------- | ----------------- |
| Niełatwo być Bogiem                | C'est dur d'être aimé par des cons | Daniel Leconte        | Francja           |
| Chelsea on the Rocks               | Chelsea on the Rocks               | Abel Ferrara          | Stany Zjednoczone |
| Popioły czasu (wersja reżyserska)  | 東邪西毒 Dung che sai duk          | Wong Kar-Wai          | Hongkong          |
| O czasie i mieście                 | Of Time and the City               | Terence Davies        | Wielka Brytania   |
| Roman Polański: Ścigany i pożądany | Roman Polanski: Wanted and Desired | Marina Zenovich       | Stany Zjednoczone |
| Dzika krew                         | Sanguepazzo                        | Marco Tullio Giordana | Włochy            |
| Trzecia fala                       | The Third Wave                     | Alison Thompson       | Stany Zjednoczone |

## Laureaci nagród

### Konkurs główny
Złota Palma

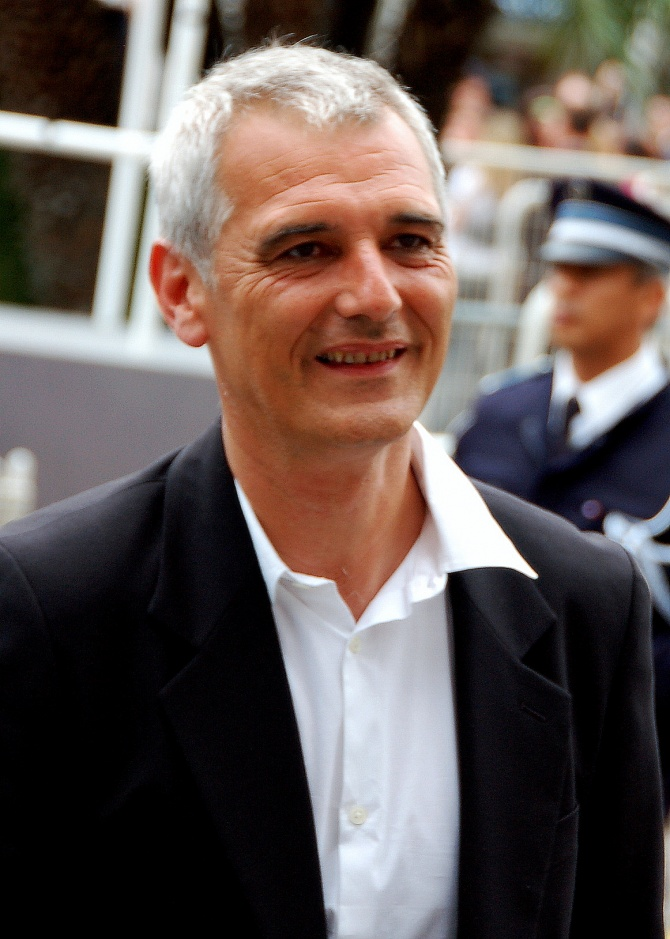
Laureat Złotej Palmy Laurent Cantet.

- Klasa, reż. Laurent Cantet

Grand Prix
- Gomorra, reż. Matteo Garrone

Nagroda Jury
- Boski, reż. Paolo Sorrentino

Najlepsza reżyseria
- Nuri Bilge Ceylan − Trzy małpy

Najlepsza aktorka
- Sandra Corveloni − Linha de Passe

Najlepszy aktor
- Benicio del Toro − Che. Rewolucja i Che. Boliwia

Najlepszy scenariusz
- Jean-Pierre i Luc Dardenne − Milczenie Lorny

### Sekcja "Un Certain Regard"
Nagroda Główna

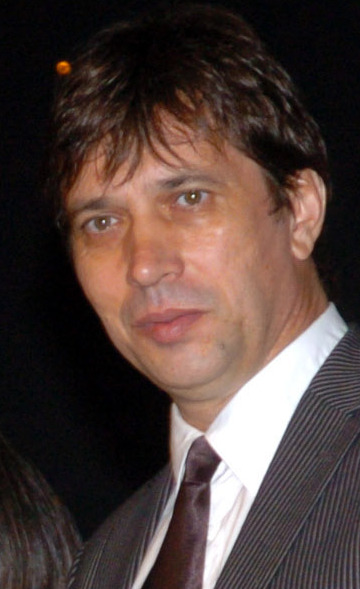
Zdobywca Nagrody Głównej w sekcji "Un Certain Regard" Siergiej Dworcewoj.

- Tulpan, reż. Siergiej Dworcewoj

Nagroda Jury
- Tokijska sonata, reż. Kiyoshi Kurosawa

Nagroda Coup de Cœur
- W siódmym niebie, reż. Andreas Dresen

Nagroda za całkowity knockout
- Tyson, reż. James Toback

Nagroda dla twórcy obiecującego na przyszłość
- Wściekły Pies, reż. Jean-Stéphane Sauvaire

### Konkurs filmów krótkometrażowych
Złota Palma dla najlepszego filmu krótkometrażowego
- Megatron, reż. Marian Crişan

Nagroda Jury dla najlepszego filmu krótkometrażowego
- Jerrycan, reż. Julius Avery

Nagroda Cinéfondation dla najlepszej etiudy studenckiej
- I miejsce:  Himnon, reż. Elad Keidan
- II miejsce:  Forbach, reż. Claire Burger
- III miejsce:  Kestomerkitsijät, reż. Juho Kuosmanen /  Stop, reż. Park Jae-ok

### Wybrane pozostałe nagrody

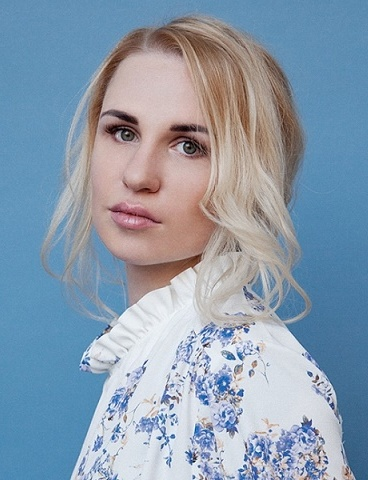
Zdobywczyni kilku nagród Waleria Gaj Germanika.

Złota Kamera za najlepszy debiut reżyserski
- Głód, reż. Steve McQueen
  - Wyróżnienie:  Wszyscy umrą, a ja nie, reż. Waleria Gaj Germanika

Nagroda Główna w sekcji "Międzynarodowy Tydzień Krytyki"
- Śnieg, reż. Aida Begić

Nagroda Główna w sekcji "Quinzaine des Réalisateurs" – CICAE Award
- Ślepa miłość, reż. Juraj Lehotsky

Nagroda FIPRESCI
- Konkurs główny:  Delta, reż. Kornél Mundruczó
- Sekcja "Un Certain Regard":  Głód, reż. Steve McQueen
- Sekcja "Quinzaine des Réalisateurs":  Eldorado, reż. Bouli Lanners

Nagroda Jury Ekumenicznego
- Adoracja, reż. Atom Egoyan

Nagroda Vulcan dla artysty technicznego
- Luca Bigazzi za zdjęcia i Angelo Raguseo za dźwięk − Boski

Nagroda Młodych
- Tulpan, reż. Siergiej Dworcewoj

Nagroda im. François Chalais dla filmu propagującego znaczenie dziennikarstwa
- Dzika krew, reż. Marco Tullio Giordana

Nagroda Palm Dog dla najlepszego psiego występu na festiwalu
- Wendy i Lucy, reż. Kelly Reichardt

Nagroda specjalna za całokształt twórczości
- Catherine Deneuve
- Clint Eastwood

Honorowa Złota Palma za całokształt twórczości
- Manoel de Oliveira